# Strada nazionale 68 Tirrena Inferiore
La strada nazionale 68 Tirrena Inferiore era una strada nazionale del Regno d'Italia, che congiungeva Roma a Reggio Calabria, ricalcando da Roma a Napoli il percorso dell'antica Via Appia e seguendo poi per sommi capi la linea costiera del mar Tirreno meridionale.
Venne istituita nel 1923 con il percorso "Roma - Velletri - Terracina - Capua - Napoli - Torre Annunziata - Salerno - Rutino - Vallo - Torre Orsaia - Sapri - Paola - Santa Eufemia - Nicastro - Monteleone - Rosarno - Reggio Calabria con diramazione Itri - Pico - Ceprano".
Nel 1928, in seguito all'istituzione dell'Azienda Autonoma Statale della Strada (AASS) e alla contemporanea ridefinizione della rete stradale nazionale, il suo tracciato costituì il tratto iniziale della strada statale 7 Via Appia (da Roma a Napoli) e l'intera strada statale 18 Tirrena Inferiore (da Napoli a Reggio Calabria); la diramazione ha invece costituito il tratto terminale della strada statale 82 della Valle del Liri.